# Ladislav Grosman
Ladislav Grosman (4 de febrero de 1921 en Humenné - 25 de enero de 1981 en Tel Aviv ) fue un novelista y guionista eslovaco. 
Es el autor de La tienda en la calle mayor (Obchod na korze), que adaptó a una película ganadora de un Premio Oscar, aclamada por la crítica en 1965. Grosman llegó a dominar el checo después de mudarse a Checoslovaquia, parte de habla de casi treinta años, donde trabajó como corresponsal y editor en el Praga del periódico eslovaco Pravda . Tras la invasión de Checoslovaquia por el Pacto de Varsovia en 1968 se trasladó a Israel, donde murió en 1981.

## Vida personal
Grosman murió en 1981 en Kiryat-Ono, Israel, donde vivió desde finales de la década de 1960. Le sobrevivieron su esposa, Edith, y su hijo, el guitarrista de jazz Jiří "George" Grosman. Una placa conmemorativa que lleva su nombre fue descubierta en Humenné en 2010.

## La tienda de la calle mayor
Grosman publicó el cuento "La trampa" ("Pasado"), un precursor del guion de "Obchod na korze" que contenía tres temas que llegaron a la película final, en checo en 1962. Reelaboró y amplió esta historia . , todavía en checo, como guion literario-narrativo que se publicó en 1964 con el título "La tienda de la calle mayor" ( Obchod na korze ). Esta versión contenía lo que se convertiría en el argumento de la película, pero no estaba en un formato de guion típico (estadounidense). Grosman lo transformó en un guion de rodaje con diálogos en eslovaco en cooperación con los directores designados de la película, Ján Kadár y Elmar Klos .
La película, que analiza la vida judía y la arianización en Eslovaquia durante la Segunda Guerra Mundial, fue aclamada por la crítica y ganó el Premio  Oscar a la Mejor Película en Lengua Extranjera en la 38.ª edición. La autora Ewa Mazierska compara su obra con la de Bohumil Hrabal en el sentido de que sus obras literarias suelen contener la mezcla perfecta de comedia y tragedia.

## Obras seleccionadas
- La tienda de Main Street (1965)
- La novia (1969)
- La cita del tío David (1969)
- Volar con las alas rotas (1976)
- La propia suerte del diablo